# Becerreá
Becerreá – miasto w Hiszpanii w regionie Galicja we wschodniej części prowincji Lugo, liczy 3250 mieszkańców.